# 宮内巌
宮内 巌（みやうち いわお、1906年11月13日 - 1987年10月30日）は、日本の実業家。

## 経歴
千葉県出身。1927年、和歌山高等商業学校卒業。安田信託銀行での勤務を経て、1935年に西武鉄道に転職し、総務部長に就任。常務、専務を経て、1973年から副社長に就任。1979年に発足した西武ライオンズの球団社長も務めた。1969年11月に藍綬褒章を受章し、1977年5月に勲三等旭日中綬章を受章した。
1987年10月30日、腎不全で死去。80歳没。